# Суркова, Ольга Владимировна
Ольга Владимировна Суркова (укр. Ольга Володимирівна Суркова), в девичестве Блануца (родилась 27 августа 1987 года в Вознесенске) — украинская регбистка и регбийная судья, многолетний капитан женской сборной Украины по регби-7. Выступала на позиции флай-хава.

## Биография

### Игровая карьера
Уроженка города Вознесенск Николаевской области. Окончила Одесский государственный аграрный университет, занималась некоторое время преподавательской деятельностью. В бытность студенткой участвовала в межвузовских соревнованиях по футболу, также играла в баскетбол и волейбол, увлекалась лёгкой атлетикой (бег на короткие дистанции). В 2009 году познакомилась с регби, играла за одесскую команду «Отрада» (тренер — Владимир Исаков) и за клуб «Белые Ангелы». Многократная чемпионка Украины и Румынии.
В 2011 году со сборной Украины выиграла второй дивизион чемпионата Европы в Риге (семь побед с суммарным счётом 300:7); в 2014 году выиграла первый дивизион (турнир в Норвегии), выйдя в высший дивизион. В 2017 году, играя за команду «Политехника» из румынского города Яссы, стала чемпионкой Румынии.

### Тренерская карьера
После завершения игровой карьеры занялась тренерской и менеджерской деятельностью, став менеджером женской сборной Украины и руководителем комитета женского регби Федерации регби Украины. Должность менеджера по развитию женского регби она заняла в конце 2018 года; в Одессе она развивала регбийный турнир «Black Sea Rugby Cup» (учреждён в 2015 году), а также основала тренировочный лагерь «Yellow Melon». Занималась развитием регби в Одесской области и подготовкой сборной Одессы.
Со 2 по 6 июля 2021 года руководила учебно-тренировочным сбором национальной сборной Украины по регби-7 в Хмельницком в канун Трофи чемпионата Европы в Будапеште. В том же месяце дебютировала в качестве судьи этапа Трофи чемпионата Европы в Будапеште: главный арбитр матчей группового этапа женского турнира Чехия—Норвегия, Швеция—Дания и Венгрия—Норвегия, полуфинала Чехия—Швеция и матча за 5-8-е места Венгрия—Норвегия; помощница арбитра на матчах женского и мужского турниров.
В 2022 году в связи с начавшимися на Украине боевыми действиями Ольга со своей семьёй уехала во французский город Перигё, продолжив там тренерскую работу в регбийной академии «САР». От World Rugby она получила специальный грант.

### Семья
Муж — регбист Иван Сурков, есть сын Егор.